# Abu Qassem Brazili
Brian de Mulder, (18 de maio de 1993 Falecimento: Síria, outubro de 2015) também conhecido por seu nome de guerra Abū Qassem Brazili (árabe: أبو قسم برازيلي ) também transliterado como Abū Qassim Brazili (Abu Qassim Brasileiro em tradução ao português) foi um jihadista belga-brasileiro que se juntou ao Estado Islâmico em janeiro de 2013.
Em holandês, ele também é conhecido como Syriëstrijder (ou guerreiro sírio).

## Vida
Brian de Mulder é filho de Ozana Rodrigues, uma carioca de nascença que se mudou para a Bélgica visando dar uma boa criação aos dois filhos, Brian teve educação católica e era praticante de catolicismo, além de não ter nenhum vínculo com a causa islâmica do radicalismo na Síria, mas tudo mudou ao se converter ao Islã.
Sonhava em ser jogador de futebol e tinha profunda inspiração no atacante Lionel Messi que jogava pelo clube espanhol Barcelona, equipe pelo qual ele vestia a camisa orgulhosamente.
Seu sonho foi abalado após ser dispensado do time de futebol local onde jogava, Mulder, conheceu rapazes marroquinos após terem o convidado para jogar uma partida de basquete, e segundo sua mãe a partir dai seu filho passou por uma fase de rebeldia, seguida de sua conversão ao Islamismo, passando a frequentar uma mesquita na Antuérpia, Flandres em 2010.
Mulder conheceu Fouad Belkacem, porta-voz da Sharia4Belgium abandonou o emprego e os estudos, se converteu a uma versão radical do islã e passou a usar vestimentas de muçulmano conservador em um intervalo de dois anos. Sua família chegou a se mudar para o interior, porém, o jovem continuou mantendo contato com os islamitas radicais e despediu-se de sua irmã com um beijo no rosto, dizendo que aquela seria provavelmente a última vez que ela o veria.
Brian de Mulder voou da Bélgica a Istambul, na Turquia, de onde partiu até chegar à capital síria. 
Após meses na síria, sua mãe conseguiu entrar em contato com o jovem (agora combatente) através de uma página nas redes sociais, sua mãe, Ozana Rodrigues disse em entrevista a BBC que ela também atendeu a um telefonema de seu filho, além de ter entrado em contato com ele via webcam. Segundo ela o rapaz se emocionou ao ouvi-la dizer que o amava, contrariando as alegações de várias mídias de que o rapaz considerava apenas "os irmãos muçulmanos" como sua família e não seus familiares de origem biológica. 

## Como combatente do Estado Islâmico
Brian teria ingressado na facção através da Sharia4Belgium, que é acusada de radicalizar jovens belgas e enviá-los para Síria e Iraque. Segundo o Ministério Público Belga, os jovens passam a integrar grupos como a Frente al-Nusra e Estado Islâmico.
Ao entrar no grupo, ele recebeu o nome de guerra Abu Qassem Brazili, ele aparece armado e sorrindo em uma foto divulgada pelo blog Emmejihad ao lado de Hicham Chaïb um dos principais líderes da Sharia4Belgium. 
Emmejihad, blog que acompanha os combatentes belgas na Guerra da Síria, publicou que foi um jovem de 23 anos chamado Mohammed, que apresentou Fouad Belkacem para Brian De Mulder. O mesmo site adverte que na Síria, Qassem Brazili é um dos mais famosos combatentes europeus, o blog também diz que Mohammed foi morto em setembro de 2013 nas proximidades de Homs mas não diz nada a respeito de Mulder ter falecido.
Brian teria encontrado um smartphone em uma zona de combate em junho de 2013 e passou a usar o aparelho para acessar sua conta do Facebook, agora com o nome de Abu Qassem Brazili ele passou a postar para seus amigos e família, estava bem e não desejava voltar para casa.
Segundo sua mãe, ele entrou em contato com os avós pedindo dinheiro para comprar sorvetes para crianças que vivem em um território sírio dominado pelo Estado Islâmico, a família suspeitava que na verdade outros integrantes do grupo estivessem pedindo o dinheiro, porém ainda assim enviaram a quantia desejada e dias depois, Brian publicou uma foto nas redes sociais onde aparecia distribuindo sorvetes para crianças. O perfil de Brian no facebook postava atualizações periodicamente, porém a conta desapareceu em 2014. 
Segundo a Folha de S. Paulo, Abu Qassem Brazili é citado pela mídia belga, como sendo um dos terroristas mais renomados no Estado Islâmico. 
Acredita-se que Brian estivesse vivendo na Síria com a esposa marroquina e a filha Aisha.

## Morte
Oficialmente, a morte ainda não está confirmada. Uma mensagem via Whatsapp enviada a Bruna (Irmã de Brian) por Sara (Mulher de Brian), com quem Brian se casou na Síria, terra natal da mesma dizia: "Brian está no paraíso". O terrorista teria sido ferido nas proximidades de Deir Ezzor, na Síria, no início de outubro.
Bruna disse ter recebido uma fotografia de seu irmão "sem cor e com os lábios roxos". Ela afirmou não ter dúvida da morte, ao contrário da mãe, que disse ser "difícil de acreditar" na possibilidade. Bruna estranhou a forma como Sara estava tratando o acontecido : "Não vi nenhum pingo de tristeza nela. Ela também não vê a hora de morrer",  "Bloqueei o contato. Não consigo entender como ela pode estar feliz com uma coisa que é tão dolorosa."